# Koranen kommenteret
"Koranen kommenteret" er den første danske oversættelse af Koranen med uddybende kommentarer hentet fra nogle af de mest betydningsfulde muslimske lærde, både sunni- og shiamuslimske samt anerkendte sufier. Kommentarerne benytter de overleverede islamiske traditioner, der er knyttet til så godt som hvert eneste vers i Koranen. De 114 kapitler er desuden placeret i den rækkefølge, som Muhammed ifølge islamisk tradition modtog sine åbenbaringer i, så Koranen her fremstår som en fortløbende fortælling. Ideen er, muslimernes hellige bog kan læses og forstås også af den forudsætningsløse læser.

## Eksterne links
- Karen Syberg: 'Folkeoplysning er nødvendig for demokratisk debat', Information 30. september 2009
- Hans Gregersen: Generøs kraftpræstation (Webside ikke længere tilgængelig), anmeldelse i Nordjyske
- Heidi Friborg Christophersen: Koranen kommenteret (Webside ikke længere tilgængelig), anmeldelse i Folkeskolen den 17. november 2009
- Lea Holtze: Bluitgens Koran-omskrivning møder skepsis, kommentar i Kristeligt Dagblad den 17. september 2009
- Medie1 online videofilm, Kåre Bluitgen fortæller om Koranen og Muhammed i Valby Kulturhus 30. april 2011